# (626) Нотбурга
(626) Нотбурга (нем. Notburga) — астероид главного пояса, который был открыт 11 февраля 1907 года немецким астрономом Августом Копффом в Гейдельбергской обсерватории и назван в честь Нотбурги Хоххаузенской, дочери короля франков Дагоберта I.
- Орбита астероида Нотбурга и его положение в Солнечной системе